# Thunderbird (PowerPark)
Thunderbird är namnet på världens nordligaste berg- och dalbana i trä, belägen vid PowerPark i Alahärmä i västra Finland. De två Millennium Flyer-tågen som används vid banan har tillverkats av Great Coasters International (GCI). Thunderbird har fått ligga till grund för den amerikanska banan American Thunder på Six Flags St. Louis.
Thunderbird var den första berg- och dalbanan i trä som byggdes av GCI i Europa. Cirka 1 000 kubikmeter trä, 750 000 bultar och 1,8 miljoner spikar användes vid projektet. Chefen för GCI, Clair Hain, Jr., berömde de finska snickarna för deras anmärkningsvärda skicklighet med motorsågsarbete. Banan är en kilometer lång och når en hastighet på nästan 70 km/h.